# Gheorghe Em. Filipescu
Gheorghe Em. Filipescu (n. 28 martie 1885, Botoșani – d. 25 noiembrie 1937, București) a fost un inginer român, membru corespondent al Academiei Române.